# 出し狭間

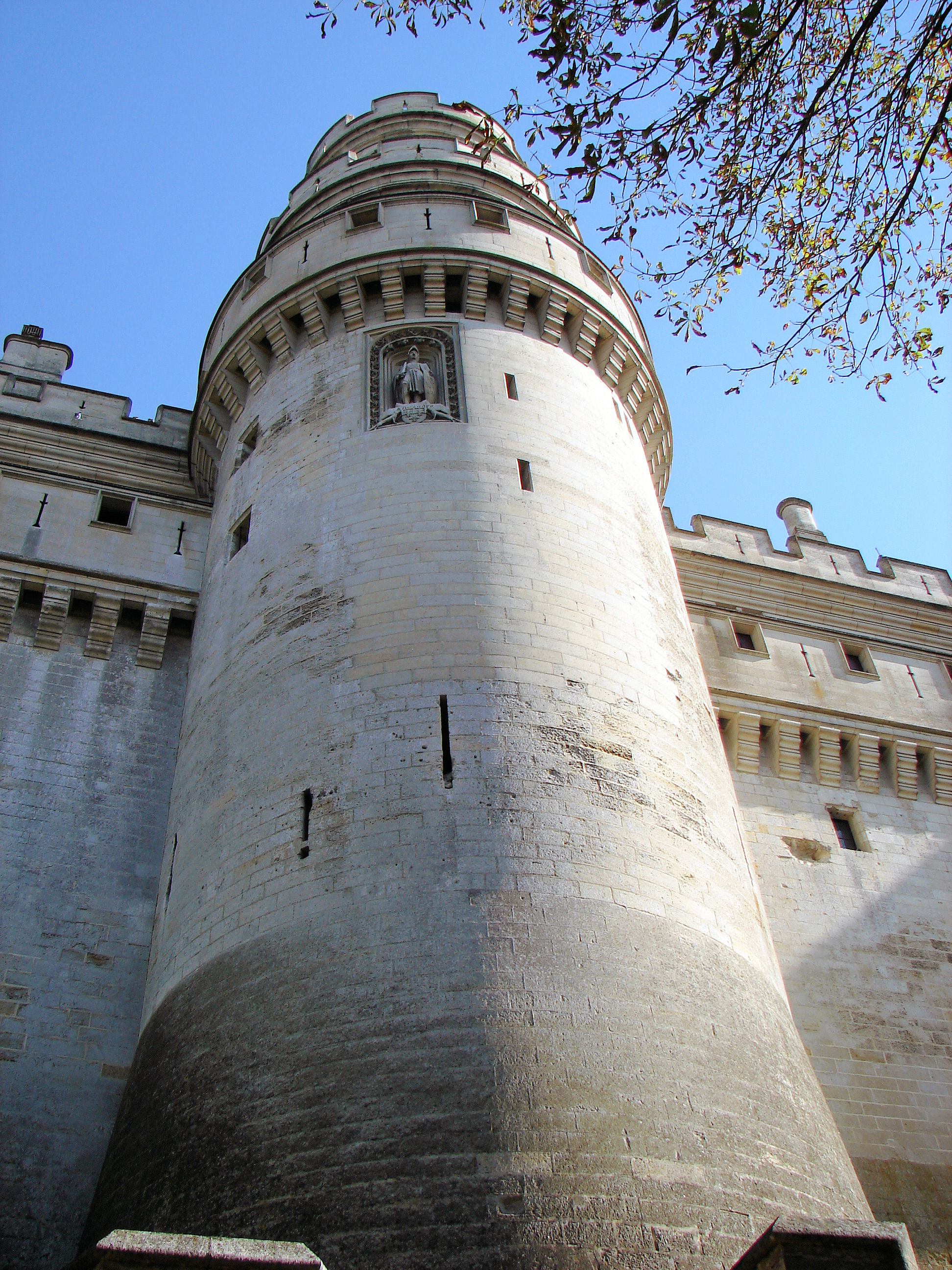
ピエールフォン城の出し狭間

出し狭間（だしはざま、英: Machicolation マチコレーション, 仏: Mâchicoulis マシクーリ）は、胸壁の持ち送り支持構造の間に開いた床の開口部で、そこから城壁の下にいる攻撃者に向かって岩石や熱湯、熱した油等を落とすことができる。石落とし、突出し狭間（つきだしはざま）、張出し狭間（はりだしはざま）、刎出し狭間（はねだしはざま）とも。中世ヨーロッパで、ノルマン人の十字軍参加者が帰還したころから見られるようになった。出し狭間のある狭間胸壁が下部の城壁より迫り出しているのは、物を落とすためである。
城壁を登る敵兵を攻撃する同様の目的を持つ構造物には、木造櫓やブレテーシュなどがある。木造櫓は篭城戦などで一時的なものとして構築されることが多い。木造櫓に対して出し狭間が優れている点は石製で強度が高いだけでなく、耐火性がある点も挙げられる。
"machcolation" という言葉は、古フランス語の"machicoller" に由来し、古プロヴァンス語の "machacol"がその源であり、さらにはラテン語の"maccāre" （破壊する） と"collum" （えり） が語源である。天井のある出し狭間の場合、口語では "murder-hole" とも言う。
出し狭間はイギリスよりもフランスの城で先に一般化した。イギリスの場合、13世紀の コンウィ城 のように門の上部だけに限定されていた。

## 中世以後
出し狭間は後に装飾効果を狙って持ち送りの間の空間に使われるようになったが、開口部はなくなり、軍事用でない建物の特徴になっていった。例えば、スコットランドの領主館や19世紀や20世紀のゴシック・リヴァイヴァル建築がある。

## 画像

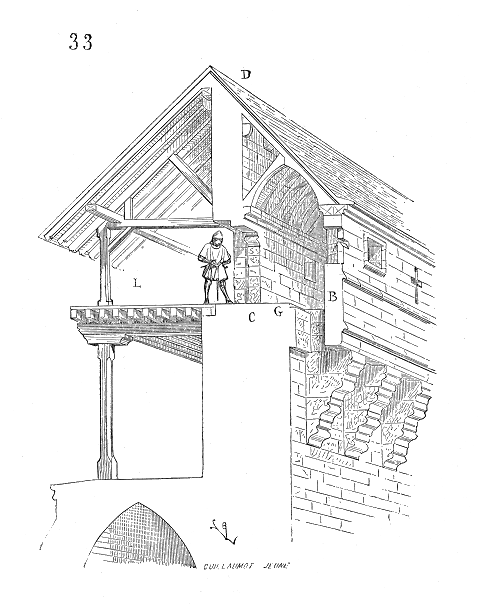
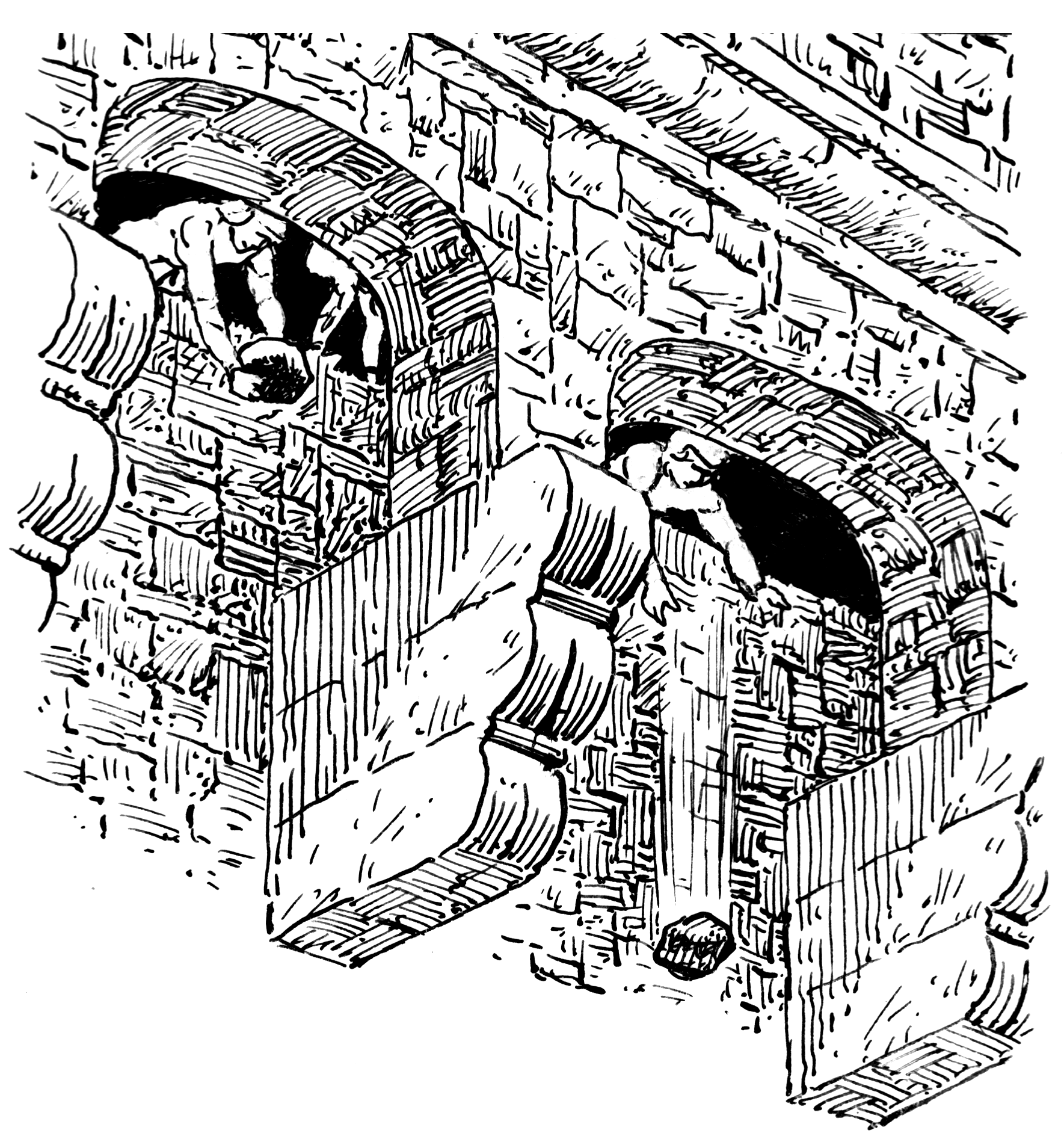
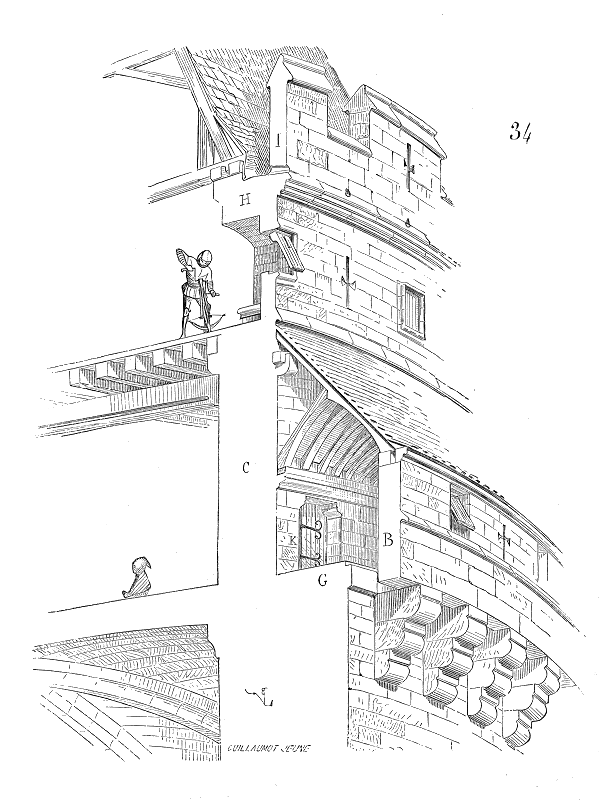
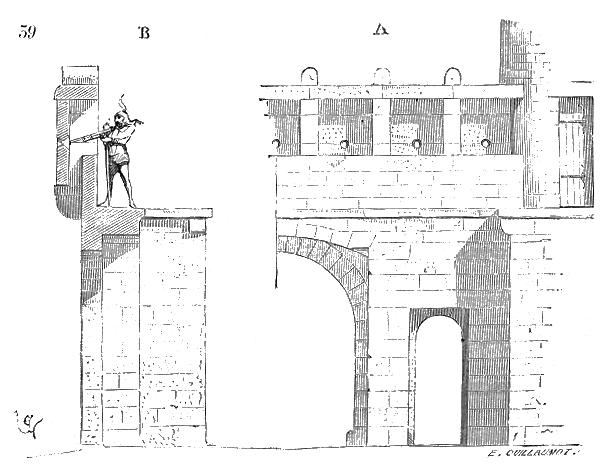
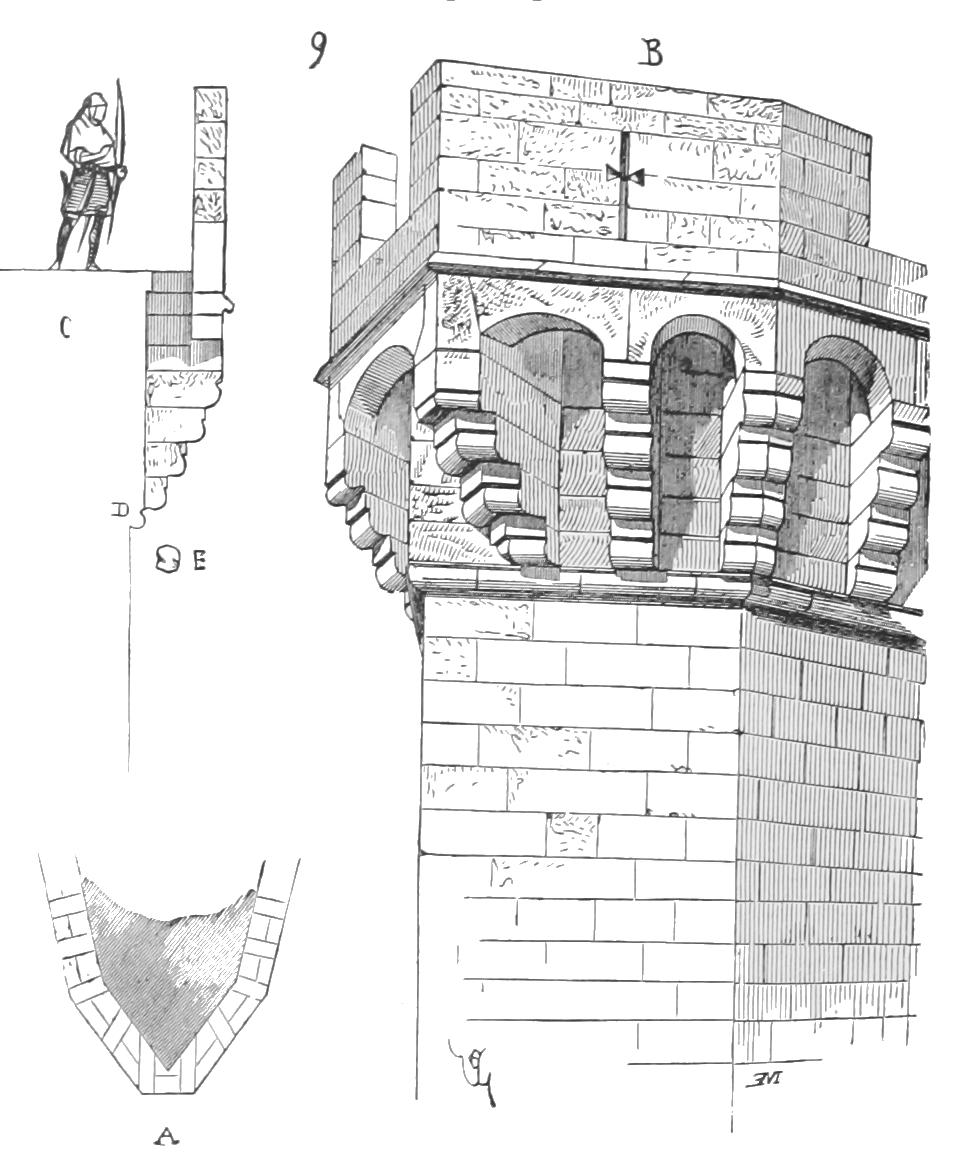
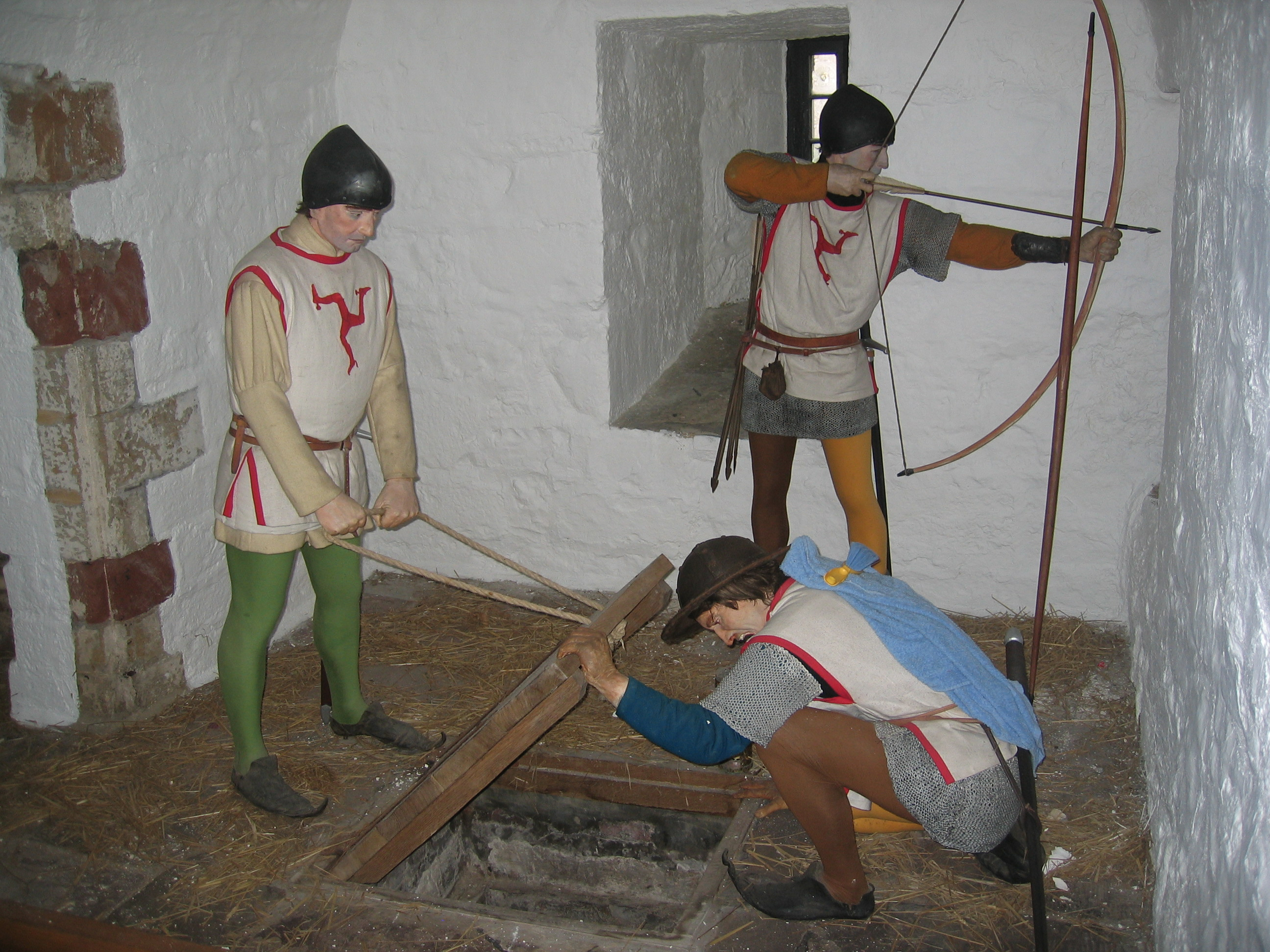